# 이행보조자
이행보조자(履行補助者)는 채무이행을 위하여 채무자를 돕는 제3자를 일컫는다. 채무자는 원칙적으로 본인이 채무를 이행해야 하지만 채무이행을 위해 제3자를 사용하는 것은 허용된다.

## 이행보조자의 종류

### 협의의 이행보조자
채무자의 수족이 되어 채무이행을 보조하는 자를 협의의 이행보조자라고 한다.

### 이행대행자
채무자를 보조하는 것이 아니고 제3자가 채무자를 대신하여 이행하는 경우를 말한다. 이러한 제3자를 이행대행자라고 하고 협의의 이행보조자와 이론적으로 구별하고 있다. 이행대행자는 협의의 이행보조자에 비해 채무자로부터의 독립성이 강하다.

### 새로운 유형론- 피용자적 보조자와 독립적 보조자
1. 피용자적 보조자

- 민법 391조에서 말하는 피용자에 해당하는 자
- 불이행에 대해 이 자에게 책임을 돌려야 하는 사유가 있다면 채무자는 선임감독상의 과실을 문제로 삼지 않고(묻지 않고) 책임을 진다.

1. 독립적 보조자

- 도급인 같이 불법행위법상으로 피용자로부터 제외되고 있는 자.

## 이용보조자 책임과 사용자 책임 비교

### 공통점
1. 외형이론을 적용(직무관련성)
2. 보조자와 채무자. 사용자와 피용자의 불법행위 책임시 부진정연대채무관계

### 차이점
| 구분            | 이용보조자 책임                                                  | 사용자 책임                            |
| --------------- | ---------------------------------------------------------------- | -------------------------------------- |
| 책 임           | 채권존재를 전제로 채무불이행책임                                 | 채권관계 없이 불법행위책임             |
| 종속관계        | 반드시 채무자의 지시∙감독을 받는 관계에 있어야 하는 것은 아니다. | 사용관계 실질적으로 지휘∙감독하는 관계 |
| 면책가능성      | 면책가능성이 없다. 이행보조자의 과실은 채무자의 과실로 간주      | 입증하면 사용자는 책임 면할 수 있다.   |
| 독립적인 청구권 | 390조의 채무자의 귀책사유를 확장하는 것                          | 독립적인 청구권의 발생원인             |

## 이행보조자의 고의·과실
채무자의 법정대리인이 채무자를 위하여 이행하거나, 또는 채무자가 타인을 사용하여 이행하는 경우에는, 그 법정대리인 또는 보조자 즉 이른바 '이행보조자'의 고의·과실은, 이를 채무자 자신의 고의·과실로 본다(391조).

### 적용범위
제391조의 적용이 있는 것은 '채무의 이행'에 한하며, 그 밖의 관계에 있어서는 법정대리인 또는 보조자의 유책에 대하여 본인이 책임을 지지는 않는다. 다만 제756조에 의한 책임이 생기는 경우가 있을 뿐이다(예컨대, 실내장식을 하는 경우에, 이행보조자에 의한 재료의 조작이나 부착의 불완전에서 생기는 손상에 대하여서는 채무자가 책임을 지게 되나, 이행보조자가 실내의 물건을 절취한 데 대하여는 채무자로서의 책임을 지지 않는다. 다만 사용자로서의 책임이 문제될 뿐이다).

## 이행대행자의 과실에 대한 책임

### 학설- 제한설과 무제한설
제한설- 선임 지휘 감독 등을 할 수 있어야 한다.
무제한설- 면책규정이나 면책약정이 없는 한 채무자는 선임 지휘 감독에 관계없이 책임을 진다.

## 관련 판례
- 민법 제391조에서의 이행보조자로서의 피용자라 함은 일반적으로 채무자의 의사관여 아래 그 채무의 이행행위에 속하는 활동을 하는 사람이면 족하고, 반드시 채무자의 지시 또는 감독을 받는 관계에 있어야 하는 것은 아니므로 채무자에 대하여 종속적인가 독립적인 지위에 있는가는 문제되지 않는다[1].

- 채무의 변제는 원칙적으로 채무자뿐만 아니라 제3자도 할 수 있고, 채무의 성질상 반드시 변제자 본인의 행위에 의해서만 가능한 것이 아닌 이상 제3자를 이행보조자 내지 이행대행자로 사용하여 대위변제할 수도 있다[2].

- 운송인을 위하여 운송계약의 이행을 보조하거나 대행하고 있더라도 운송인으로부터 직접 지휘, 감독을 받지 않고 독립하여 영업활동을 수행하고 있을 뿐이라면 그러한 자를 운송인의 피용자라고 할 수 없는 것이므로, 운송인은 그러한 자의 불법행위에 대하여 사용자로서의 손해배상책임을 지지 아니한다[3]

- 임대인이 임대차계약상 수선시켜 수급인이 공사 중 과실로 화재가 발생한 경우 수급인도 이행보조자로서 임차인에 대한 채무불이행으로서 손해배상책임이 있다[4]

## 같이 보기
- 대한민국 민법 제391조
- 대한민국 민법 제756조
- 사용자책임